# Гендерна політика
Гендерна політика — утвердження партнерства статей (гендерів) у визначенні і реалізації політичних цілей, завдань і методів їх досягнення в діяльності політичних структур — держави, політичних партій, суспільно-політичних об'єднань.
Гендерна політика не самодостатня. Вона потребує поєднання з соціальною й іншими видами політики. Але гендерна політика може претендувати на своє оригінальне буття, оскільки в ній є інтерес суб'єктів — чоловіка й жінки, спрямований на її реалізацію.